# Sisakos sármány
A sisakos sármány vagy kontyos sármány (Emberiza lathami) a madarak osztályának a verébalakúak (Passeriformes) rendjéhez, ezen belül a sármányfélék (Emberizidae) családjához tartozó faj.

## Rendszerezése
A fajt John Edward Gray brit zoológus írta le 1831-ben. Egyes szervezetek a Melophus nem egyetlen fajaként sorolják be, Melophus lathami néven.

## Előfordulása
Dél- és Délkelet-Ázsiában, Banglades, Bhután, Kína, India, Laosz, Mianmar, Nepál, Pakisztán, Thaiföld és Vietnám területén honos. Természetes élőhelyei a szubtrópusi és trópusi gyepek és cserjések, sziklás környezetben, valamint szántóföldek, másodlagos erdők és városi régiók. Magassági vonuló.

## Megjelenése
Testhossza 16 centiméter, testtömege 20-26 gramm.
|  |  |

## Természetvédelmi helyzete
Az elterjedési területe rendkívül nagy, egyedszáma pedig stabil. A Természetvédelmi Világszövetség Vörös listáján nem fenyegetett fajként szerepel.